# Guido da Montefeltro

Stemma della famiglia Da Montefeltro

Guido da Montefeltro, detto anche il Vecchio (San Leo, 1220/1225 circa – Ancona, 29 settembre 1298), è stato un militare, politico e religioso italiano, signore della contea di Montefeltro, ghibellino, si distinse per le imprese militari condotte in Romagna.

## Biografia
Nacque nella prima metà del XIII secolo da Montefeltrano II da Montefeltro e, per quanto fosse nei primi anni malaticcio, ovvero gracile e debole, diede in vecchiaia prove di forza e di resistenza. Nel 1248 era già capo di numerose schiere di ghibellini faentini e forlivesi, al servizio dell'imperatore Federico II. Nel 1259 era podestà di Urbino.
Nel 1263 Guido ricevette il titolo di conte di Ghiaggiolo, che più tardi gli consentirà di ottenere il diritto di cittadinanza forlivese.
Quando la Firenze guelfa cacciò i ghibellini, confiscò i loro beni, che furono divisi tra i vincitori. Dopo il 1267 i fuoriusciti, eletto per loro capo Salvatico di Dovadola, marciarono contro la parte avversa di cui era capo Guido. Quando i due eserciti si trovarono di fronte l'uno all'altro, la paura invase gli assalitori, che fuggirono ancora prima di iniziare il combattimento. Con pari fortuna Guido prese Senigallia. Per i meriti acquisiti sul campo, nel 1268 fu nominato deputato-senatore di Roma.
L'acerrimo nemico di Guido in Romagna fu Malatesta da Verucchio (1212-1312), capostipite del casato malatestiano riminese ed esponente della parte guelfa. Il primo scontro tra i due avvenne nel 1271. Guido volle togliere l'assedio con cui Malatesta stava stringendo Rimini, ma fu catturato e fatto prigioniero (22 giugno).
Nel 1275 Guido fu protagonista di un altro scontro tra guelfi e ghibellini: la nota battaglia di San Procolo. Il casus belli: la guelfa Bologna attaccò la ghibellina Forlì, ma il tentativo fallì. I ghibellini, sotto il comando di Guido da Montefeltro, di Maghinardo Pagani e di Teodorico degli Ordelaffi, attaccarono la stessa Bologna: le forze avversarie furono sconfitte presso il fiume Senio, al ponte di San Procolo. La rotta dei bolognesi fu tale che persero anche il Carroccio, portato da Guido in trionfo a Forlì assieme al Gonfalone. Il Carroccio fu poi conservato a lungo nella sala del Consiglio, mentre l'asta del Gonfalone venne esposta e poi conservata nella chiesa di San Giacomo dei Domenicani. Nell'estate dello stesso anno Guido conquistò Cervia, togliendo a Bologna la sua fonte primaria di sale. Poi riportò la sua prima vittoria su Malatesta da Verucchio a Roversano (5 km a sud della città), cacciando così i Malatesta da Cesena (settembre). Per i meriti acquisiti sul campo, Guido fu elevato all'onore di Capitano del popolo di Forlì e Faenza. Guido divenne così il capo dei Ghibellini di tutta la Romagna.
Nel 1275 Guido da Polenta prese la signoria di Ravenna. I Da Polenta erano una famiglia guelfa. Guido ritenne che i Da Polenta avrebbero potuto espandersi; in questo caso la prima città ad essere attaccata sarebbe stata Faenza. Nel maggio 1277 raccolse le sue truppe e cinse d'assedio Bagnacavallo, paese situato a mezza strada tra le due città. L'azione proseguì per diverse settimane, per cui fu necessario costruire un campo base attrezzato. Guido fece costruire una bastia fortificata e la chiamò Cotignola. In seguito la bastia divenne un paese abitato. Nel maggio 1281 Guido fu raggiunto dalla scomunica comminatagli da papa Martino IV, che cercava in questo modo di sradicare il predominio ghibellino in Romagna.

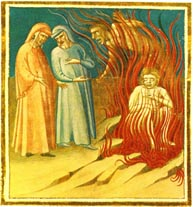
Dante e Virgilio parlano con Guido da Montefeltro nell'ottava bolgia dell'ottavo cerchio

Il provvedimento fu inefficace, tant'è che Guido l'anno seguente riportò una delle sue maggiori vittorie nella battaglia di Forlì. L'impresa fu ricordata da Dante, che di Forlì dice: la terra che fe' già la lunga prova / e di Franceschi sanguinoso mucchio (Inferno, XXVII, 43-44). Fu la vittoria, momentanea, nel 1282, sull'esercito di francesi comandato da Giovanni di Appia che papa Martino IV aveva inviato contro la città di Forlì, roccaforte dei ghibellini. Nella circostanza, Guido ebbe anche l'aiuto dell'astronomo, allora celeberrimo, Guido Bonatti. La città era stata cinta d'assedio l'anno prima. Guido, fingendo la resa della città, era riuscito a rompere l'assedio, poi colse alla sprovvista i nemici, li sconfisse e li massacrò.
Ma nel 1283 l'esercito alleato del papa, con alla testa Guido di Monforte, riportò la vittoria definitiva. Come condizione per accettare la resa, i vincitori ottennero che Guido fosse allontanato da Forlì (maggio 1283). Si trincerò nel suo castello di Meldola, dove resistette alcuni mesi. Poi Guido, che per la presa di Forlì era stato colpito dalla scomunica papale, dovette far atto di sottomissione. Fu inviato al confino, prima a Chioggia e poi ad Asti.
Rimase ad Asti inattivo per alcuni anni. Nel 1289, richiamato dai pisani, cercò di portare ordine e disciplina nello stato di cui era affidatario. Nel 1295, fatta la pace tra fiorentini e pisani, una delle condizioni era l'allontanamento di Guido. Ma questi si accattivò l'animo del nuovo papa Bonifacio VIII e fu investito della signoria di Forlì.
L'anno precedente, Guido si era riappacificato con la Chiesa. Sul suo capo pendeva una scomunica datata 26 marzo 1282. Dinanzi a papa Celestino V, nell'autunno 1294 Guido rinunciò definitivamente a fare opposizione alla Santa Sede ed ottenne l'assoluzione da tutte le condanne.
Durante il suo soggiorno a Forlì, ripensò al suo passato di sanguinario. Si convertì, il 17 novembre 1296 vestì l'abito francescano, poi si ritirò in convento ad Assisi, dove visse i suoi ultimi anni.

## Discendenza
Sposò Manentessa di Guido conte di Giaggiolo (o Ghiaggiolo, castello) nella valle del Bidente), che gli diede cinque figli:
- Bonconte (1250 ca- 1289)
- Federico (che trasmise il proprio nome e la successione ai Montefeltro)
- Ugolino († 1321), preposito della Chiesa feretrana;
- Leccio († 1289)
- Corrado (?-1317), probabile vescovo di Urbino.[5]

## Ascendenza
|                                 |   |   | Genitori |  |  | Nonni |  |  | Bisnonni                       |  |  | Trisnonni                |  |
|                                 |   |   |          |  |  |       |  |  | Montefeltrano I da Montefeltro |  |  | Antonio I da Montefeltro |  |
|                                 |   |   |          |  |  |       |  |  | Montefeltrano I da Montefeltro |  |  | Antonio I da Montefeltro |  |
|                                 |   | … |          |  |  |       |  |  | Montefeltrano I da Montefeltro |  |  |                          |  |
| Bonconte I da Montefeltro       |   |   |          |  |  |       |  |  | Montefeltrano I da Montefeltro |  |  |                          |  |
|                                 |   | … | …        |  |  |       |  |  |                                |  |  |                          |  |
|                                 |   | … | …        |  |  |       |  |  |                                |  |  |                          |  |
|                                 |   | … | …        |  |  |       |  |  |                                |  |  |                          |  |
| Montefeltrano II da Montefeltro |   | … |          |  |  |       |  |  |                                |  |  |                          |  |
|                                 |   | … | …        |  |  |       |  |  |                                |  |  |                          |  |
|                                 |   | … | …        |  |  |       |  |  |                                |  |  |                          |  |
|                                 |   | … | …        |  |  |       |  |  |                                |  |  |                          |  |
| …                               |   | … |          |  |  |       |  |  |                                |  |  |                          |  |
|                                 |   | … | …        |  |  |       |  |  |                                |  |  |                          |  |
|                                 |   | … | …        |  |  |       |  |  |                                |  |  |                          |  |
|                                 |   | … | …        |  |  |       |  |  |                                |  |  |                          |  |
| Guido I da Montefeltro          |   | … |          |  |  |       |  |  |                                |  |  |                          |  |
|                                 | … | … |          |  |  |       |  |  |                                |  |  |                          |  |
|                                 | … | … |          |  |  |       |  |  |                                |  |  |                          |  |
|                                 | … | … |          |  |  |       |  |  |                                |  |  |                          |  |
| …                               | … |   |          |  |  |       |  |  |                                |  |  |                          |  |
|                                 |   | … | …        |  |  |       |  |  |                                |  |  |                          |  |
|                                 |   | … | …        |  |  |       |  |  |                                |  |  |                          |  |
|                                 |   | … | …        |  |  |       |  |  |                                |  |  |                          |  |
| …                               |   | … |          |  |  |       |  |  |                                |  |  |                          |  |
|                                 |   | … | …        |  |  |       |  |  |                                |  |  |                          |  |
|                                 |   | … | …        |  |  |       |  |  |                                |  |  |                          |  |
|                                 |   | … | …        |  |  |       |  |  |                                |  |  |                          |  |
| …                               |   | … |          |  |  |       |  |  |                                |  |  |                          |  |
|                                 |   | … | …        |  |  |       |  |  |                                |  |  |                          |  |
|                                 |   | … | …        |  |  |       |  |  |                                |  |  |                          |  |
|                                 |   | … | …        |  |  |       |  |  |                                |  |  |                          |  |
|                                 |   | … |          |  |  |       |  |  |                                |  |  |                          |  |

## Nella letteratura
Guido da Montefeltro fu citato da:
- Giovanni Villani, scrittore e cronista del XIV secolo («Guido conte di Montefeltro, savio e sottile d'ingegno di guerra più che niuno che fosse al suo tempo»)[6];
- Dante Alighieri che, nella sua Divina Commedia, lo colloca nell'Inferno (Ottava bolgia). Così Guido si vanta del proprio ingegno:

io seppi tutte, e sì menai lor arte, 

ch'al fine de la terra il suono uscie.»
(Inferno, Canto XXVII, vv. 76-78.)

## Galleria d'immagini

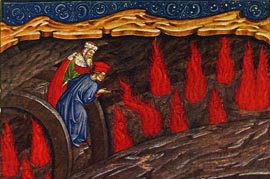
Anonimo lombardo, Dante e Virgilio sul ponte, con Guido da Montefeltro fra i falsi consiglieri
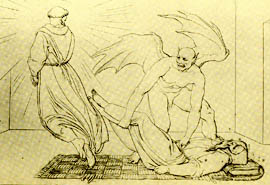
Bonaventura Genelli, Guido da Montefeltro (incisione)
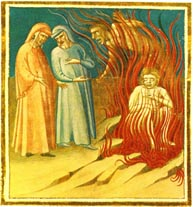
Bartolomeo di Fruosino, Dante e Virgilio con Guido da Montefeltro tra i Falsi consiglieri